# ナイナイサイズ!
『ナイナイサイズ!』（ないないさいず!）は、2000年10月7日から2007年9月29日まで日本テレビ系列で毎週土曜23:30 - 23:55（JST、時差ネット局あり。『24時間テレビ 「愛は地球を救う」』の時は休止）に放送されていたトークバラエティ番組である。全350回。司会はナインティナイン（岡村隆史・矢部浩之）。

## 概要
基本的にロケとトークで構成される番組。
毎週スタジオに1組、もしくは2組のゲストを招いてナイナイとトークをした後、岡村・矢部がそれぞれ単独で行ったロケーション企画のVTRを放送する。スタジオはVTR中もワイプで映し出されるほか、VTRが終わった後も締めのトーク部分が挿入される。まれに岡村・矢部2人でのロケ企画や、トークなしで全編ロケの場合もある。
岡村・矢部は週替わりでロケに出る。そのためスタッフは「岡村班」「矢部班」と分かれている。岡村はたまに愚痴ることがあった。
スタジオトークの展開によってはVTRを放送せず、トークのみを放送することもある（初めてスタジオトークのみの放送になったのは西川きよし。その他石原慎太郎、新庄剛志、井川遥、笑福亭鶴瓶、アントニオ猪木、ドランクドラゴン、ロンドンブーツ1号2号、沢尻エリカなど）。ちなみにさまぁ〜ずがゲストの回は、当初はVTRを流す予定だったがトークが盛り上がってしまい急遽トークのみになった。
スタジオ収録は1回あたり1時間30分ほどである。一部の地域を除き、年末には「ナイナイサイズ!豪華ゲスト未公開SP!」も放送されていた。
放送開始から2002年頃までは、ゲストとナイナイが交換日記をつけ、それをナイナイが読むコーナーがエンディングに放送されていた（このコーナーで配達人を演じていた高橋郁男プロデューサー（通称おっちゃん）は、現在もときおりロケVTRに出演していた）。
また三菱・ミニキャブトラックを改造した移動販売車で、岡村がハンバーガーや豆腐料理を作り、街頭で販売する「岡村移動販売企画」などのコーナーもあった。（これは当時、冠スポンサーとなっている花王とともに、三菱自動車がメインスポンサーだったことからの企画である。同社は一連の不祥事でスポンサーを撤退。後枠にKDDIとポケットバンクが加わった。2007年4月よりこの2社は降板し、アコムと三井住友銀行が加わった。）
2005年4月から9月まではルノー・ジャポンがスポンサーだった関係で、番組セットにルノー車のミニカーが飾られていた。
2005年10月から2006年9月まではゲストトークの冒頭で「サイジング」が行われた。ゲストに簡単な質問をいくつか出してYES・NOで答えてもらい、深層心理を分析するコーナー（2006年5月は休止）。2006年10月6日に選りすぐった面白心理テスト26問をまとめた「サイジングBOOK」が発売された。
放送終了後、CS放送の日テレプラスで再放送されている。

## シリーズ企画

### 岡村ロケ
- 岡村移動販売企画
- おっか村
- 岡村引越しセンター
- 岡村ファーストキス
- 隠れ家BAR探し
- もっともっと遠くへ行きたい
- 大人の修学旅行
- 岡村杯〇〇選手権

### 矢部ロケ
- 矢部歩き!
- 恋の矢部会
- 矢部っち日本一をいろいろ見てみたい!
- ラブドライバー矢部っち

## テーマ曲
- オープニング：「Move On Up」/カーティス・メイフィールド

## スタッフ
- 構成：小野高義、田中直人、カニリカ、近藤祐次、宮下勇二、川野孝弘
- 技術：VSQ、ヌーベルフォース（以前はヌーベルバーグ）
- 美術プロデューサー：小野寺一幸
- 美術デザイン：栗原純二、渡辺俊太
- 編集：中西雅照
- MA：島崎敏晴
- TK：石島加奈子
- PR：高木明子
- 音効：森山顕仁
- タイトルデザイン：長渕雅嗣（teevee graphics,inc.）、三田信二（SPOT）
- スタイリスト：F.I.J（フローティングアイランドジャパン）
- メイク：白水徹哉
- 協力：日本テレビアート、読売映像
- 商品提供：伊勢丹百貨店
- 商品コーディネート：Decorer.Inc
- データ放送：山本優樹
- デスク：本郷直
- ディレクター：諏訪一三、塩入修、長嶺望、前田直彦、上利竜太、波多野俊介、武田治、磯田裕介、冨田大介
- 演出：伊藤慎一、宮下仁志、海野裕二、落合仁
- プロデューサー：坪倉大輔、高家宏明、高橋郁男、鈴木希巳江（鈴木→以前はAP）
- チーフプロデューサー：松崎聡男（以前はプロデューサー）
- 制作協力：吉本興業、SION（旧TV-SION）、ビアーズ
- 製作著作：日テレ（2003年6月までは「日本テレビ」表記）

### 過去のスタッフ
- 美術デザイン：大倉聡明、星野充紀
- 広報→PR：一杉早智→内田直美→笹木奈緒美
- タイトルデザイン：Dairy Fresh
- 協力：ムラサキスポーツ
- データ放送：新津沙央理
- デスク：坂井康世
- AP（アシスタントプロデューサー）：野田義人（以前はディレクター）、渡邉奈津子
- ディレクター：山田直樹、中川有以努、高橋雄康、中本訓彦、近藤貴浩
- プロデューサー：糸井聖一、中島毅
- チーフプロデューサー：桜田和之→安岡喜郎

## 時差ネット局
- 琉球放送（TBS系列） 毎週金曜24:35 - 25:00
- テレビ宮崎（日本テレビ系列・フジテレビ系列・テレビ朝日系列クロスネット） フジテレビ系列の編成によっては不定期で時差ネット。